# 索爾哲 (堪薩斯州)
索爾哲（英語：Soldier）是一個位於美國堪薩斯州傑克遜縣的城市。

## 地方資料
根據2020年美國人口普查的數據，索爾哲的面積為0.38平方千米，當中陸地面積為0.38平方千米，而水域面積為0.00平方千米。當地共有人口102人，而人口密度為每平方千米268.42人。